# Tribus circiter
Tribus circiter ist eine Enzyklika von Papst Pius X. vom 5. April 1906, in der sich der Papst mit der Aufhebung des Ordens der Mariaviten in Polen befasst.

## Rückblick
1887 gründete die Ordensschwester Feliksa Kozłowska eine Kongregation nach der Regel der hl. Klara von Assisi. Die Kongregation wurde später als Orden der Mariaviten (Mariae vitam imitantes „das Leben Mariens Nachahmende“) bekannt. Im Dezember 1904 hob Papst Pius X. den Orden der Mariaviten auf. Die Kongregation für die Glaubenslehre hatte die Privatoffenbarungen Sr. Feliksas zuvor als halluzinatorisch bewertet.

## Einleitung
Papst Pius X. wendet sich an den polnischen Episkopat und stellt fest, dass er ungefähr drei Jahre zuvor darüber informiert wurde, dass sich in polnischen Diözesen jüngere Geistliche ohne apostolische Erlaubnis, zu einer Art Gemeinschaft zusammengeschlossen hätten, die als Mariaviten oder „mystische Priester“ bekannt sei. Dabei folgten sie einer bestimmten Frau (der Papst nennt Feliksa Kozłowska nicht namentlich) und zögerten nicht, ihr zu gehorchen. Priester hätten eine Petition unterzeichnet, in der niedergelegt sei, diese Frau sei von Gott nahezu in den Stand der Heiligen erhoben, sie sei die Gnadenmutter aller Menschheit und von Gott zur Erlösung in diesen Tagen erwählt. Die Mariaviten seien von Gott dazu bestimmt, der Welt die Hingabe an das Allerheiligste Sakrament und die Jungfrau Maria zu verkünden, frei aller Behinderung durch kirchliche oder weltliche Gesetzgebung oder Sitte oder durch kirchliche oder weltliche Macht. Der Papst verurteilt solcherart Denken und Handeln in Tribus circiter scharf.

## Dekret und Exhortatio
Wie der Papst schreibt, habe die Gemeinschaft nicht auf das Dekret vom 4. September 1904 reagiert, in dem den Priestern befohlen wurde, sich von Feliksa Kozłowska zu distanzieren. Stattdessen hätten einige Priester unvermindert Beziehungen aufrechterhalten und somit ihren Bischöfen den schuldigen Gehorsam verweigert. Weiterhin seien abgeordnete Priester dieser Gemeinschaft nach Rom gekommen, um diese Irrlehren zu verteidigen und dem Heiligen Stuhl die Petition vorzulegen. Papst Pius X. gesteht den Priestern zwar zu, eher aus Verblendung denn aus Stolz gehandelt zu haben, ermahnt sie jedoch, keinem Irrglauben zu erliegen. Gleichzeitig ermuntert er sie, den Weg, den Christus vorgezeichnet habe, in Treue und Ehrerbietung weiterzugehen.

## Forderungen an die polnischen Bischöfe
Nun wendet sich der Papst an den Episkopat und teilt diesem mit, dass die Trennung von den Mariaviten, die er in seinem Schreiben vom 1. Februar 1906 angekündigt habe, nun schleunigst und mit Nachdruck vollzogen werden solle. Jedoch sollten diese Priester bei einer demütigen Rückkehr und einer Beichte wieder in den Schoß der Kirche aufgenommen werden. Er weist auf ein Schreiben seines Vorgängers Leo XIII. hin, in dem dieser sich auf die Autorität der Bischöfe bezieht und die Priester aufruft, jenen gegenüber gehorsam zu dienen. Namentlich erwähnt der Papst noch einmal den Priester Jan Maria Michał Kowalski, den Gründer der Vereinigung, dessen Rede der Papst als „närrisch“ bezeichnet, und der auch andere zum Ungehorsam anstifte. Im Folgenden erklärt der Papst den Orden der Mariaviten nochmals für aufgehoben.